# Чёрный поезд
Чёрный поезд (венг. Fekete vonat) — название поезда, который ходил в медье Сабольч-Сатмар-Берег и доставлял рабочих по рабочим местам с 1950-х по 1980-е годы. В воскресенье в Будапешт на нём отправлялись низкоквалифицированные рабочие из Сабольча и северо-восточных регионов страны, в пятницу и субботу они возвращались домой по линии Будапешт — Солнок — Дебрецен — Ньиредьхаза. Название поезда было распространено в эпоху правления Яноша Кадара.

## Название
Название «чёрный» носит фигуральный смысл и негативную оценку: основными пассажирами были мужчины, которые в течение 5-6 часов поездки постоянно напивались и устраивали пьяные дебоши и драки, в которых не обходилось без пострадавших. Иногда происходили и более жёсткие инциденты, когда дебоширов ссаживали или буквально выкидывали из поезда. Согласно психологам, те, кто должен был совершать такие переезды, должны были обладать огромным мужеством и терпением, поскольку в среднем каждый из пассажиров хотя бы один или два раза вступал в драку. Ситуация не улучшилась даже после того, как в поезде начали нести службу полицейские. По другой версии, «чёрным» поезд прозвали по той причине, что там было много цыган.

## История
В 1950-е годы значительная часть жителей северо-востока Венгрии работала в Будапеште и на побережье Дуная, однако они могли получить только низкооплачиваемую работу. В восточной части даже развитые промышленные центры Мишкольц и Дебрецен не могли предложить достаточное количество рабочих мест. Более высокую зарплату предлагали только на центральных предприятиях, находившихся в 350 км от родных домов. В крупных городах были рабочие общежития, где можно было проживать в будние дни; на выходные же можно было возвращаться домой. В то время была шестидневная рабочая неделя, поэтому многие люди работали сверхурочно, чтобы добиться скорейшего возвращения уже в субботу домой. Специально для них начали ходить междугородние поезда компании MÁV. За несколько часов до отправления ж/д станция уже была переполнена и забита до отказа, путь домой занимал обычно от 5 до 6 часов. В связи с переходом к рыночной экономике число пассажиров подобных поездов резко снизилось, а вскоре подобные поезда прекратили курсировать.

## Социальные последствия
Пассажиры проводили достаточно много времени вне семьи, что стало причиной разводов и разрывов во многих семьях. Одной из причин был тот факт, что мужчины постоянно жили в рабочих общежитиях. После ухода коммунистов с поста правящей партии произошёл скачок безработицы, также повысилось число бездомных.